# Megoura
Megoura (лат.) — род тлей из подсемейства Aphidinae (Macrosiphini). Евразия, Новая Зеландия.

## Описание
Мелкие и среднего размера тли, длина 1,8—5,0 мм.
Ассоциированы с растениями Leguminosae/Fabaceae. Диплоидный набор хромосом 2n=10, 14, 20.
- Megoura brevipilosa Miyazaki, 1971
- Megoura crassicauda Mordvilko
- Megoura dooarsis (Ghosh, A.K. & D.N. Raychaudhuri, 1969)
- Megoura lespedezae (Essig & Kuwana, 1918)
- Megoura litoralis Müller
- Megoura stufkensi Eastop, 2011
- Megoura viciae Buckton 1876